# بيبي أغيلار
بيبي أغيلار (بالإسبانية: Pepe Aguilar؛ بالإنجليزية: Pepe Aguilar) هو مغني أمريكي ومكسيكي، ولد في 7 أغسطس 1968 في سان أنطونيو في الولايات المتحدة.

## وصلات خارجية
- الموقع الرسمي
- بيبي أغيلار على موقع IMDb (الإنجليزية)
- بيبي أغيلار على موقع ميوزك برينز (الإنجليزية)
- بيبي أغيلار على موقع أول ميوزيك (الإنجليزية)
- بيبي أغيلار على موقع ديسكوغز (الإنجليزية)
- بيبي أغيلار على موقع قاعدة بيانات الفيلم (الإنجليزية)